# مقتل ساجار ساروار ومهيرون روني
"مقتل ساجار ساروار وميهرون روني" (المعروفة أيضًا باسم "قضية قتل ساجار-روني") تتعلق بقضية القتل المزدوجة التي لم تُحل والتي راح ضحيتها صحفيان بنغلاديشيان متزوجان معروفان تعرضا للطعن حتى الموت. لا تزال القضية مفتوحة، وأظهر اختبار الحمض النووي أنه من المحتمل أن يكون رجلين متورطين في جريمة القتل.
وقد حظيت القضية باهتمام سياسي وتغطية إعلامية واسعة النطاق في بنغلاديش، كما جذبت اهتمام ألمانيا حيث عاش ساروار في ألمانيا وعمل كصحفي لدى دويتشه فيله. كما حظيت القضية بمتابعة دقيقة من جانب الصحفيين ومنظمات حرية الصحافة الدولية. كما أدت جريمة قتل الزوجين إلى توحيد المنظمات التي تمثل الصحفيين البنغلاديشيين والتي كانت منفصلة في السابق.
وقال ممثل العائلة: "على مدى السنوات الخمس والعشرين الماضية، كانت هذه القضية الأكثر حديثاً وكتابة وأكثرها أولوية في بنغلاديش". وفي عام 2017، تمت الدعوة إلى مظاهرة في الذكرى الخامسة لجريمة القتل من أجل المطالبة بالإفراج عن تقرير التحقيق.